# Vincent Caillard
Pour les articles homonymes, voir Caillard.

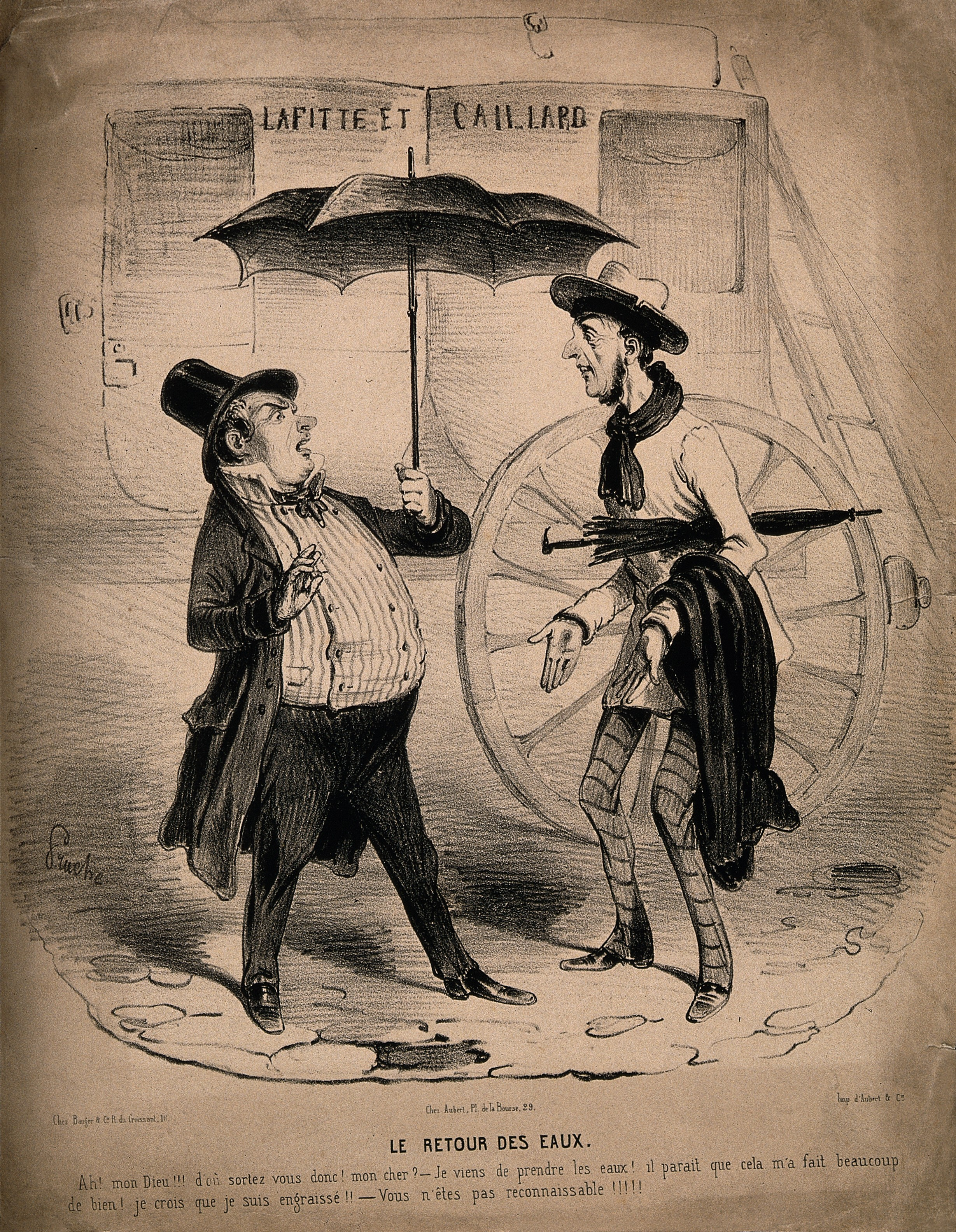
Caricature avec une diligence Lafitte Caillard en arrière-plan.

Vincent Caillard, né le 20 juin 1758 à  Saint-Laurent-les-Eaux et mort le 6 novembre 1843 à Saint-Hilaire-Saint-Mesmin, est un entrepreneur français. Il est notamment connu comme fondateur, administrateur et directeur général d'une des compagnies des Messageries générales de France.

## Biographie
Conducteur des travaux pour les Ponts et Chaussées d'Orléans et de Beaugency à partir de 1790, il fait fortune entre 1805 et 1815, grâce à des travaux de construction de routes et à la valorisation par reboisement de terrains en Sologne. En 1815, il s'associe à Orléans au fondateur de l'entreprise de voitures publiques « L'Hirondelle » dont il devient le seul dirigeant avant de monter, en 1819, avec sa famille à Paris où il achète en 1820 l'hôtel de Juigné, quai Malaquais.

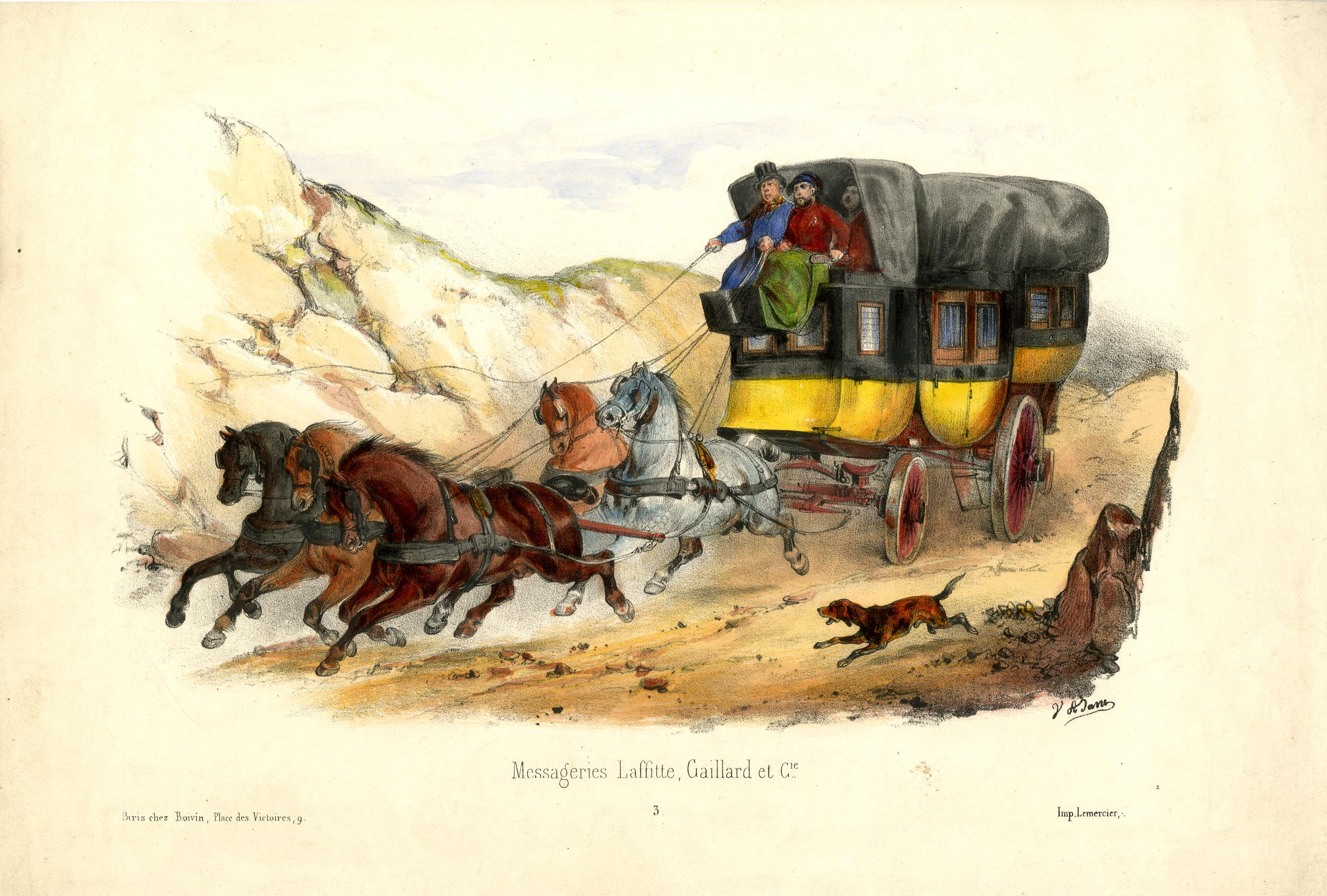
Messageries Laffitte, Caillard et Cie.

Dans les années 1820, il est entrepreneur à l'hôtel Saint-Simon (ex hôtel des Fermes) situé au 24 rue du Bouloy où il exploite une des compagnies de messageries générales affiliées à l'Établissement général des Messageries qui se transformera en 1826, avec le soutien et les capitaux de la famille Laffitte (Pierre et Jean-Baptiste Laffitte, frères du banquier Jacques Laffitte) en messageries Lafitte & Caillard. Leurs diligences sillonneront la France, avant d'être remplacées au fur et à mesure du temps par le chemin de fer.
Son fils Marc Caillard est, par son mariage avec Victorine Sue, le beau-frère de l'écrivain Eugène Sue.